# 卡捷港
50°01′09″N 66°53′10″W / 50.019196°N 66.886024°W
卡捷港（法語：Port-Cartier）是加拿大魁北克省北岸地区的一座城镇。它坐落在圣劳伦斯河北岸，位于七岛港西南63千米处。它的面积为1073平方千米，人口6,412人（2001年）。